# Al Wahda (Tunisie)
Pour les articles homonymes, voir Al Wahda.
Al Wahda (arabe : الوحدة), signifiant L'Unité en français, également orthographié El Wahda, est un hebdomadaire tunisien mi-arabophone mi-francophone paraissant le samedi en format tabloïd. Il est l'organe officiel du Parti de l'unité populaire, depuis la reconnaissance de ce parti, le 19 novembre 1983,.

## Historique
Selon Michel Camau et Vincent Geisser, il est fondé le 23 juin 1981 alors que le site officiel du journal indique que la première parution date du 10 octobre de la même année. Faisant entre huit et seize pages, il est diffusé dans l'ensemble de la Tunisie. Il est imprimé par la Société tunisienne de l'imprimerie et des arts graphiques. Le 28 décembre 1982, il fait l'objet d'une suspension de six mois. Il a également fait l'objet de plusieurs interruptions volontaires.